# Cambrian Park
Cambrian Park es un lugar designado por el censo ubicado en el condado de Santa Clara en el estado estadounidense de California. En el año 2010 tenía una población de 3,282 habitantes.

## Geografía
Cambrian Park se encuentra ubicado en las coordenadas 37°15′22″N 121°55′44″O / 37.25611, -121.92889.